# Звільніть сосок (фільм)
«Звільні́ть сосо́к» (англ. Free the Nipple) — американський комедійно-драматичний незалежний фільм 2014 року режисера Ліни Еско за сценарієм Гантера Річардса. Художній фільм присвячений реальному руху за оскарження законів, що забороняють публічне оголення жінок вище пояса, в той час, як чоловікам це дозволено. Еско створила фільм, щоб привернути увагу громадськості до проблеми статевої рівності та надмірної сексуалізації жіночого тіла в американській популярній культурі.

## Сюжет
Армія пристрасних жінок на чолі з Лів (Лола Кірке) розгортає революцію, щоб «звільнити соски» та декриміналізувати жіночий топлес. Масовий рух жінок, за підтримки юристів, графіті, інсталяцій та рекламних трюків, вторгся в Нью-Йорк, протестуючи проти лицемірства цензури та просуваючи статеву рівність у США в законодавчому та культурному плані. На основі реальних подій.

## У ролях
| Актор            | Роль       |
| ---------------- | ---------- |
| Кейсі Лабоу      | Калі       |
| Монік Коулман    | Роз        |
| Зак Греньє       | Джим Блек  |
| Ліна Еско        | Віс        |
| Лола Кьорк       | Лів        |
| Майкл Пейнс      | юрист      |
| Джон Кітінг      | Кіло       |
| Гріффін Ньюман   | Орсон      |
| Лія Кілпатрік    | Ел         |
| Джен Понтон      | Чарлі      |
| Ліз Чудай        | блогер Ліз |
| Сарабет Строллер | Піппі      |
| Джанін Гарофало  | Анук       |

## Прокат
Фільм був відібраний для прокату паризькою компанією «WTFilms» і нью-йоркською «IFC Films». 29 вересня 2014 року було оголошено, що «Sundance Selects» вибрав фільм для релізу в Північній Америці.

## Підтримка
Майлі Сайрус, яка працювала з Еско в фільмі «ЛОЛ», виступила на підтримку фільму та права жінки оголювати соски на публіці. До Сайрус у її підтримці Еско та фільму приєдналися Румер Вілліс, Кара Делевінь, Расселл Сіммонс, Ніко Торторелла, Лідія Герст і Джайлз Метті.